# سیارک ۱۶۵۵۲
سیارک ۱۶۵۵۲ (به انگلیسی: 16552 Sawamura، نامگذاری:1991SB) شانزده هزار و پانصد و پنجاه و دومین سیارک کشف شده‌است که در ۱۶ سپتامبر ۱۹۹۱ کشف شد.